# Séisme de 1660 en Bigorre
Le séisme de 1660 en Bigorre se produit le 21 juin 1660 à quatre heures du matin, dans la région de la Bigorre, dans le Sud-Ouest de la France. Avec une intensité épicentrale de VIII-IX sur l'échelle MSK, il s'agit du plus violent séisme ressenti dans les Pyrénées françaises. La secousse est ressentie dans tout le quart sud-ouest de la France, jusque dans des régions comme la Vendée, le Limousin, l'Auvergne ou encore jusqu'à Montpellier.
Les principales villes de la région comme Lourdes, Bagnères-de-Bigorre ou encore Argelès-Gazost subissent d'importants dégâts avec l'effondrement de nombreux bâtiments civils et d'églises.
Le nombre de victimes dénombrées s'élève à une trentaine, mais cette estimation reste imprécise.

### Lien web
- « Fiche synthétique du séisme sur SisFrance », BRGM, EDF, IRSN (consulté le 30 mai 2021).